# Año Internacional de la Paz y la Confianza (2025)
El Año Internacional de la Paz y la Confianza (2025) fue proclamado por la Asamblea General de las Naciones Unidas mediante la resolución A/RES/78/266, aprobada el 21 de marzo de 2024. Esta designación tiene como objetivo movilizar a la comunidad internacional para fomentar la paz y la confianza entre las naciones, promoviendo el diálogo político, la negociación, la cooperación y el entendimiento mutuo. La resolución resalta que estos valores contribuyen al desarrollo sostenible, la seguridad global y la defensa de los derechos humanos.
Esta conmemoración da continuidad a la iniciativa establecida mediante la resolución 73/338 del 12 de septiembre de 2019, que declaró el 2021 como Año Internacional de la Paz y la Confianza. Posteriormente, en 2022, la resolución 76/299 reforzó la idea de proclamar un año internacional de paz y confianza cada cinco años, asegurando que el compromiso con estos ideales se mantenga vigente en la agenda global.
El Año Internacional de la Paz y la Confianza en 2021 estuvo marcado por los desafíos que planteó la pandemia de COVID-19, que afectóaron el desarrollo de actividades presenciales y priorizó la diplomacia digital y la cooperación internacional frente a la crisis sanitaria. En contraste, la celebración de 2025 se centrará en reforzar la diplomacia preventiva y la resolución pacífica de conflictos en un contexto postpandémico, con un enfoque renovado en la educación para la paz, el multilateralismo y la inclusión de diversos actores internacionales.
Una diferencia clave es la organización del Foro Internacional sobre la Paz y la Confianza, previsto para diciembre de 2025 y propuesto por Turkmenistán, como un evento central destinado a consolidar los esfuerzos en torno a este tema. Además, la nueva resolución pone especial énfasis en la importancia de la igualdad de género y en el papel fundamental de las mujeres y los jóvenes en la promoción de una cultura de paz.
Mientras que en 2021 la iniciativa estuvo más enfocada en la resiliencia global frente a desafíos imprevistos, en 2025 se busca reforzar los mecanismos de diplomacia preventiva, consolidación de la paz y gobernanza inclusiva, integrando el papel de la educación y la cooperación internacional en la prevención de conflictos.

## Actividades y alcance
Durante 2025, los Estados miembros, las organizaciones internacionales y la sociedad civil están llamados a participar activamente en la promoción de la paz y la confianza mediante actividades educativas, diplomáticas y de sensibilización pública. La UNESCO y el Departamento de Asuntos Políticos y de Consolidación de la Paz de la ONU facilitarán la celebración del año, impulsando iniciativas que fortalezcan la cooperación internacional y el entendimiento mutuo.
Se alienta a los gobiernos y organizaciones a invertir en educación para la paz, fomentar la igualdad de género y promover el respeto, la reconciliación y la no violencia. Asimismo, se prevé la realización de foros, conferencias y eventos que resalten la importancia del diálogo inclusivo para la resolución de conflictos.
El financiamiento de las actividades derivadas de esta resolución dependerá de contribuciones voluntarias de los Estados, el sector privado y otras entidades interesadas.